# Westerse cultuur

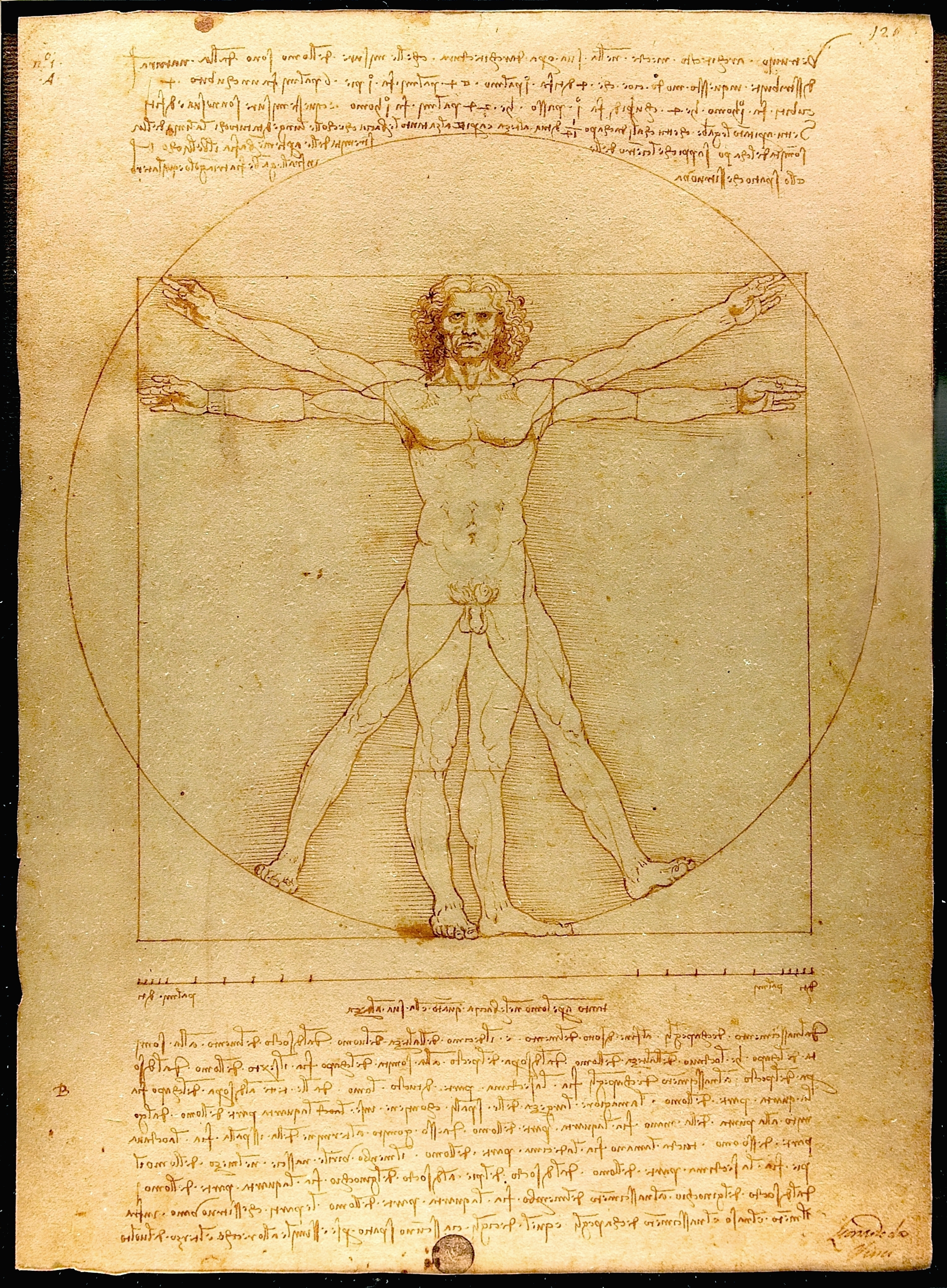
Leonardo da Vinci's Vitruvische Mens, een symbool van de veranderingen van de Westerse cultuur tijdens de Renaissance

De term westerse cultuur of westerse beschaving heeft betrekking op het geheel aan normen, waarden, gebruiken en soms artefacten (voorwerpen), die de verschillende culturen in de westerse wereld met elkaar delen. Tegenwoordig verspreiden 'westerse waarden' zich over de hele wereld en grijpen ze diep in, in alle geledingen van voorheen traditioneel conservatieve samenlevingen.

## Definities en kenmerken
Het begrip "westerse cultuur" is een verzamelterm voor de vele westerse (sub)culturen in de wereld. Meer specifiek heeft de term betrekking op een cultuur die haar historische oorsprong vindt in Europa, maar zich als gevolg van kolonisatie, handel en massamedia verspreid heeft over een deel van de wereld. Zo worden Latijns-Amerika en bepaalde landen in Oceanië, zoals Australië en Nieuw-Zeeland, beschouwd als gebieden met een westerse cultuur. Elementen van deze cultuur zijn:
- het christendom
- de secularisatie
- de welvaartsstaat
- het kapitalisme
- de renaissance
- het renaissance-humanisme
- de Verlichting
- moderne wetenschap en technologie
- de industrialisering
- de democratie
- de rechtstaat
- de vrijheid van meningsuiting
- de mensenrechten
- de vrouwenrechten

Er zijn vier belangrijke kenmerken in de westerse cultuur die voortdurend op elkaar inwerken:
- De vrije meningsuiting: in principe mag alles ter discussie worden gesteld en mag men zijn afwijkende mening in de openbaarheid brengen zonder te hoeven vrezen voor sancties.
- De wetenschappelijke methode om betrouwbare kennis te verwerven en te toetsen. Met wetenschappelijke modellen kunnen verschijnselen verklaard worden. Techniek kan de kennis gebruiken om door innovatie nuttige producten voor de maatschappij te maken.
- Het culturele syncretisme: de westerse cultuur en de Amerikaanse in het bijzonder, neemt gemakkelijk allerlei kenmerken en uitingen van andere culturen in zich op en vermengt deze tot iets nieuws. Muzikale voorbeelden hiervan zijn jazz, blues en popmuziek. Hierin zijn, soms zonder vaste toonsoort, veel Afrikaanse ritme-invloeden verwerkt.
- Een voortdurende aanpassing. De vrije meningsuiting en de opneming van nieuwe cultuurelementen en technische innovaties maakt een voortdurende aanpassing mogelijk aan veranderende omstandigheden. De hedendaagse westerse cultuur zou voor een Europeaan van nauwelijks een eeuw geleden al vreemd aandoen.

## Oorsprong en verspreiding over de wereld
De basis van de westerse cultuur wordt gevormd door de beschavingen van het Nabije Oosten en de mediterrane wereld tijdens de Klassieke Oudheid. Daarbij spelen de Grieks-Romeinse cultuur en het christendom een belangrijke rol.
De cultuur van het oude Griekenland heeft een grote invloed gehad op de ontwikkeling van Europa. Het Klassieke Griekenland wordt soms de bakermat van de westerse beschaving genoemd. Griekenland heeft democratie, filosofie, figuratieve beeldhouwkunst, literatuur, theater en geschiedschrijving ontwikkeld. Daarop konden de Romeinen verder bouwen. Door Rome werd deze mediterrane cultuur verspreid over een groot deel van Europa.
Sinds de nieuwe tijd, toen de Europeanen met de verkenning en onderwerping van de rest van de wereld begonnen, werd de westerse cultuur de overheersende cultuur van de wereld. Aanvankelijk had de westerse cultuur nauwelijks invloed op de rest van de wereld, behalve in Noord- en Zuid-Amerika, waar de indiaanse culturen betrekkelijk snel vernietigd werden.
In de 19de eeuw kreeg het Westen door het imperialisme meer invloed op de wereldbevolking maar hoofdzakelijk op de elite van de onderworpen volken. Vaak gingen zoons van de inheemse aristocratie en rijke handelaren in Europa studeren waarbij ze kennis maakten met begrippen als het nationalisme. Zij brachten de 'revolutionairen' voort die in de 20e eeuw de meeste onderworpen landen tot onafhankelijkheid brachten. Er zijn ook landen die nooit bezet of gekoloniseerd zijn door Europese staten maar die toch westerse waarden hebben overgenomen. Zo heeft ook Turkije, zonder ooit gekoloniseerd te zijn, na de val van het Ottomaanse Rijk in 1924 elementen van de Europese cultuur overgenomen (rechtspraak, positie van de vrouw, scheiding van godsdienst en staat en meer).

## Heden
Tegenwoordig verspreidt de westerse cultuur zich, gedragen door de almaar grotere wereldwijde goederenstromen, snelle verbindingen en massamedia, steeds massaler over de wereld. De ontvangende culturen bezien dit proces vaak met een mengeling van bewondering, afgunst en afkeer. Technische innovaties worden meestal gewaardeerd en omarmd. De geseculariseerde en geïndividualiseerde levensstijl van het Westen, met een relatief geringe rol voor traditionele familiebanden, familie-eer en trouwens voor eer in het algemeen, wordt nogal eens als bedreigend ervaren door de heersende politieke en religieuze elites. Dit komt vooral doordat deze elites de informatiestromen onder hun onderdanen steeds moeilijker kunnen censureren.